# Petra Riedel
Petra Riedel, née le 17 septembre 1964 à Magdebourg (RDA), est une nageuse est-allemande, spécialiste des courses de dos.
Elle est médaillée de bronze olympique du 100 mètres dos aux Jeux olympiques de 1980 à Moscou.